# 渡部家「史料館」

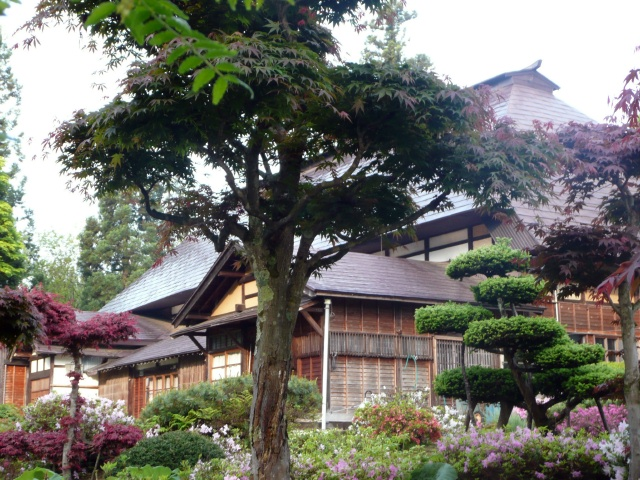
渡部家「史料館」

渡部家史料館（わたなべけしりょうかん）は、秋田県鹿角市にある古民家を活用した展示施設。内部を修復し、代々伝わる骨董品類などを含めて公開している。
5月から11月の間、午前10時から午後4時まで公開している。入館料は無料。ただし、一週間前までに予約が必要である。
建築学上も貴重な建物として、その筋の関係者の注目を集めている。特に宣伝はしていないものの、今では珍しい囲炉裏（方言で「ひびど」とも）を囲んでの撮影会などが開催され、その存在が知られるようになってきた。

## 概要

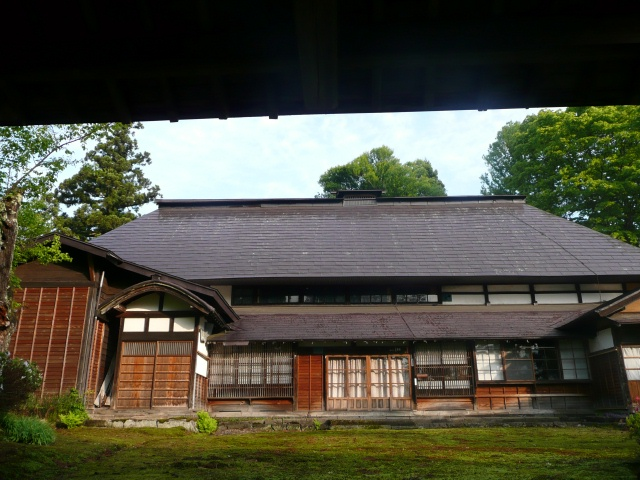
渡部家主屋

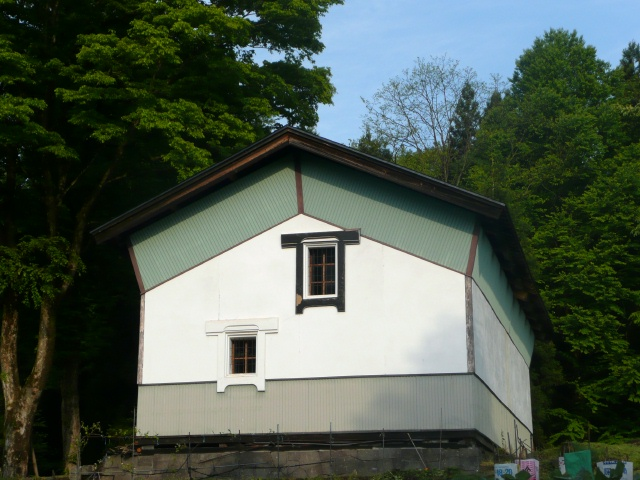
渡部家土蔵

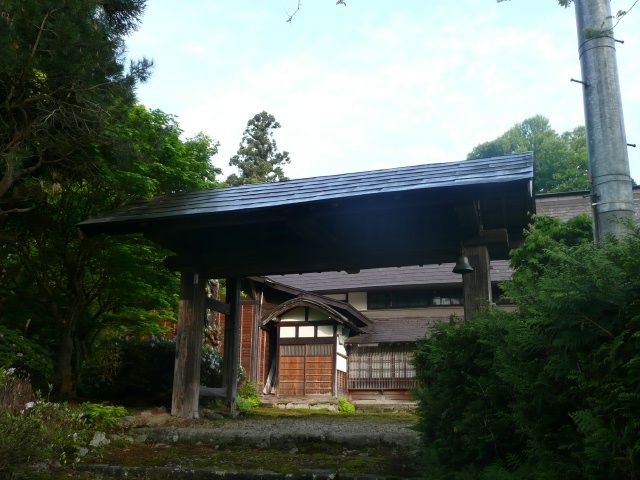
渡部家門

「渡部家住宅」として主屋・土蔵・門の3件が国の登録有形文化財に登録されている。
- 登録年月日：平成18年3月27日
- 所在地：秋田県鹿角市八幡平字石鳥谷63
- 所有者：個人所有

### 主屋
- 構造・形式等：木造2階建、茅葺（鉄板仮葺）、寄棟造、建築面積378平方メートル
- 年代：明治24年（1891年）〔所蔵資料〕
- 登録基準：二（造形の規範となっているもの）

渡部家は、花輪代官所の役人を勤めた在郷武士の家系をひく旧家である。
中世城館である石鳥谷館跡に位置する渡部家住宅は、その規模の大きさと上質な用材や造作に特色があり、特に、来賓用の小座敷や、坪庭を挟んで対をなす二四畳半敷きの大座敷には、槐（エンジュ）や桐がふんだんに用いられている。また、当家の記録から上棟年と大工棟梁浅利重吉が判明している。

### 土蔵
- 構造・形式等：土蔵造2階建、鉄板葺、切妻造、建築面積124平方メートル
- 年代：明治35年（1902年）〔所蔵資料〕
- 登録基準：一（国土の歴史景観に寄与しているもの）

主屋の北東に位置する、桁行8間（約15.3メートル）、梁間4間（約7.7メートル）の中規模の米蔵で、斗代蔵（とだいぐら）とよばれている。主屋と同じ大工棟梁によって建設されたことがわかっており、外壁などは鉄板で覆われているが、内部はほぼ建築当初のままである。

### 門
- 構造・形式等：木造、鉄板葺、間口四・七メートル
- 年代：江戸末期
- 登録基準：一（国土の歴史景観に寄与しているもの）

主屋の南側正面に建つ木造薬医門（やくいもん）で、鉄板葺（当初は柾葺）の切妻屋根を架けている。手前に板壁を配し、扉を設けない開放的な門で、アプローチの石段とともに屋敷地の表構えをつくる構成要素になっている。
※薬医門とは、本柱2本・控柱2本の4本の柱上に切妻屋根を架けた門のこと。棟（屋根の中心）は本柱・控柱の中間より前寄りに位置する。